# Northridge (Los Angeles)
Northridge – dzielnica (neighborhood) w dolinie San Fernando w Los Angeles w Kalifornii w USA.

## Historia
Na terenie dzisiejszego Northridge w 1910 roku założono stację kolejową Zelzah. W 1915 roku tereny te włączono do Los Angeles. W 1929 zmieniono nazwę na North Los Angeles, a w 1938 na Northridge.
W 1994 znalazło się tutaj epicentrum trzęsienia ziemi o sile 6,7 w skali Richtera. Było to jedno z najsilniejszych trzęsień ziemi w Kalifornii, podczas którego zginęły 72 osoby a 9 tys. zostało rannych.